# 巴斯蒂安山脈

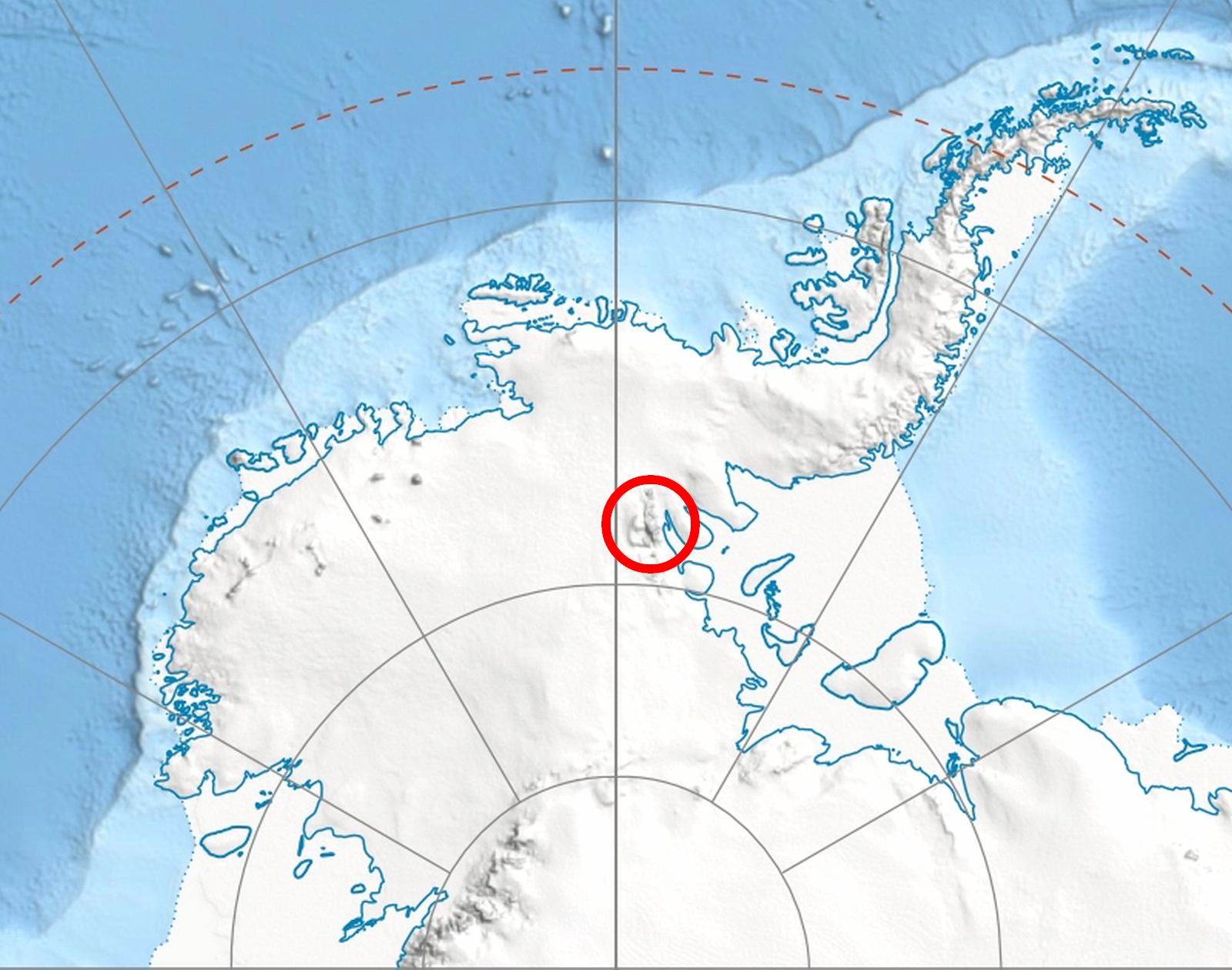

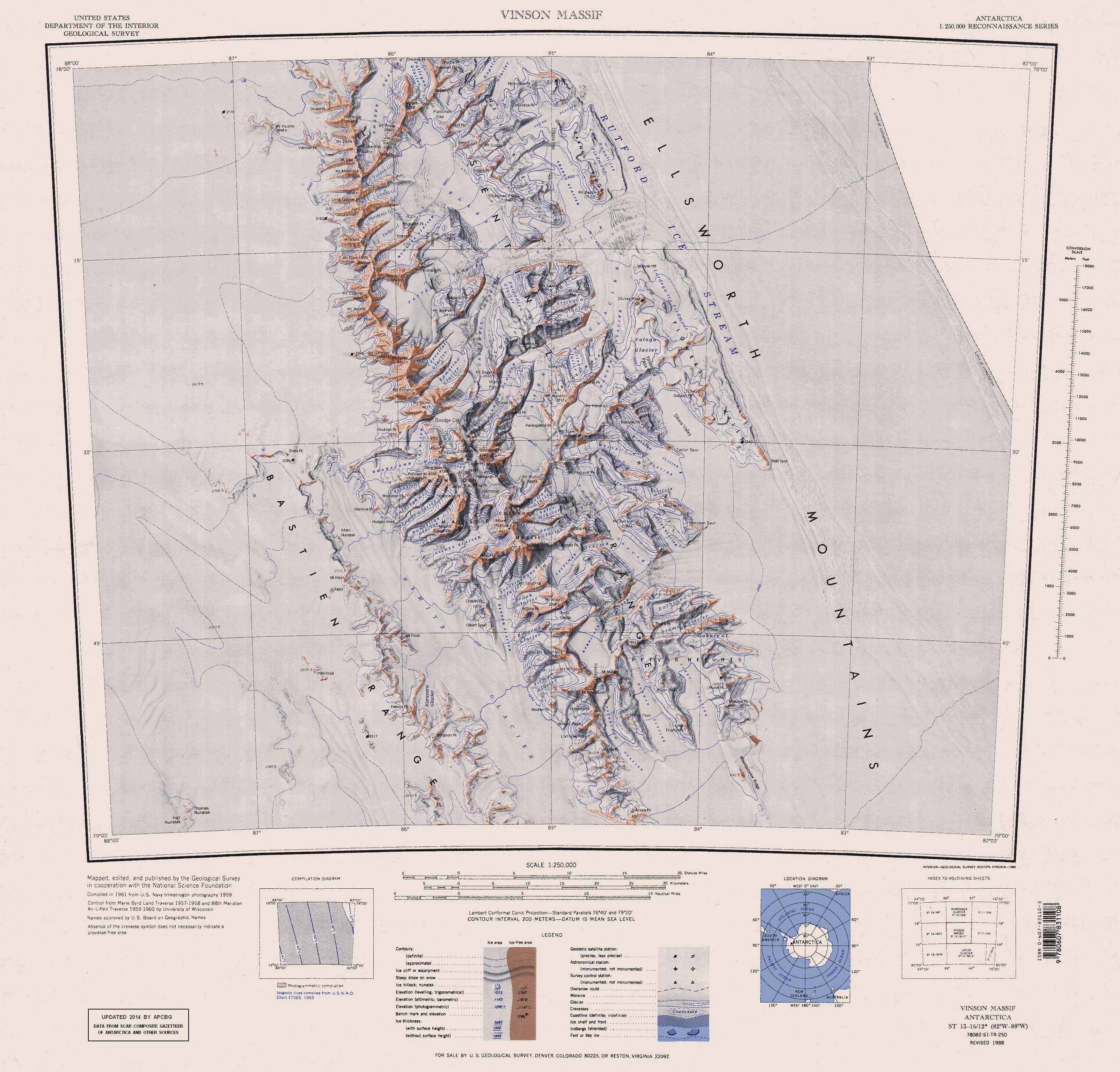

78°50′S 086°00′W / 78.833°S 86.000°W
巴斯蒂安山脈（英語：Bastien Range）是南極洲的山脈，位於埃爾斯沃思地，處於尼米茲冰川西南面，全長約64公里，以地質學家命名，現時由南極條約體系管理。